# 178 (număr)
178 (o sută șaptezeci și opt) este numărul natural care urmează după 177 și precede pe 179.

## În matematică
- Este un număr semiprim, fiind produsul a două numere prime: 178 = 2 × 89.[2][3]
- Este un număr deficient.[4]
- Este un număr liber de pătrate.
- Este suma a două pătrate: 178 = (13)2 + (3)2.
- Este un număr 31-gonal.
- Este un număr palindromic în trei baze de numerație consecutive (6, 7 și 8): 4546 = 3437 = 2628.

## În știință

### Astronomie
- NGC 178,  o galaxie spirală situată în constelația Balena.
- 178 Belisana, o planetă minoră, un asteroid din centura principală.
- 178P/Hug-Bell, o cometă descoperită de Hug și Bell.
- Arp 178 un triplet de galaxii situate în constelația Boarul: NGC 5613, NGC 5614 și NGC 5615.

## Alte domenii
178 se mai poate referi la:
- Panhard 178, un autoblindat francez.
- Heinkel He 178, o aeronavă germană.